# Road Fighter
Road Fighter (ロードファイター Rōdo Faitā?) är ett racingspel, ursprungligen arkadspel, utvecklat av Konami och släppt 1984. Målet är att nå mållinjen utan att tider löper ut, samt se upp för andra bilar och undvika bensinstopp.

### Fotnoter
1. 1 2  ”Road Fighter”. NES DB. 3 mars 1985. Arkiverad från originalet den 26 april 2014. https://web.archive.org/web/20140426232405/http://www.nesdb.se/game_more.php?id=1219&rid=1. Läst 25 april 2014.
2. ↑  ”ロードファイター”. Konami. 24 november 2009. http://www.konami.jp/products/dl_wii_roadfighter_msx_vc/. Läst 24 april 2025.